# StarCraft II: Wings of Liberty
StarCraft II: Wings of Liberty este un joc de strategie militară western științifico-fantastic în timp real (RTS) dezvoltat și lansat de Blizzard Entertainment la nivel mondial pe 27 iulie 2010 pentru PC și Mac, în continuarea jocului StarCraft apărut în 1998. StarCraft II a fost împărțit  în trei părți: jocul de bază intitulat Wings of Liberty, precum și două pachete de expansiune, Heart of the Swarm și Legacy of the Void.
Plasată în secolul 26, într-o zonă îndepărtată din galaxia Calea Lactee, acțiunea jocului este construită în jurul unor trei rase: Terran, oameni exilați de pe Terra; Zerg, rasa de insectoizi, ce tinde să asimileze genetic celelalte rase; și Protoss, rasa cu vaste puteri psionice.
Wings of Liberty este focalizată pe specia umană, pe când pachetele de expansiune Heart of the Swarm și Legacy of the Void se focalizează pe Zerg, și respectiv Protoss.
Acțiunea din Wings of Liberty are loc la 4 ani după evenimentele petrecute în StarCraft: Brood War, și urmărește peripețiile lui Jim Raynor, care conduce un grup rebel împotriva autocraticului Terran Dominion. Jocul include personaje familiare din jocul original, cât și alte personaje și locații noi.

## Povestea

### Distribuție
Versiunea engleză a jocului are câțiva actori noi. Regizorul de sunet este Andrea Romano. Au fost folosiți peste 58 actori pentru a interpreta vocea diferitelor personaje din joc.
- Robert Clotworthy este Jim Raynor[3][5]
- Neil Kaplan este Tychus Findlay[3][5]
- Ali Hillis este Dr. Ariel Hanson[5]
- Brian Bloom este Matt Horner[5]
- Dave Fennoy este Gabriel Tosh[5]
- James Harper este Arcturus Mengsk[5]
- Tricia Helfer este Sarah Kerrigan[3]
- Fred Tatasciore este Zeratul / Swann[3]
- Josh Keaton este Prințul Valerian [5]
- Michael Dorn este Tassadar [5]

## Dezvoltare
Dezvoltarea lui StarCraft II a fost anunțată oficial pe 19 mai 2007, la evenimentul organizat de Blizzard Entertainment  Blizzard Worldwide Invitational din Seul, Coreea de Sud.

## Lansare

### Versiuni
Din 8 aprilie 2010, Blizzard a anunțat tot oficial că jocul va fi disponibil într-o ediție standard și una de colecție. De asemenea, jocul fiind disponibil și  într-o versiune digitală în ziua lansării.

### Vânzări
Pe 3 august 2010, Blizzard a anunțat că StarCraft II a fost vândut în peste un milion de exemplare în întreaga lume în termen de o zi de la lansare devenind cel mai bine vândut joc în primele 24 de ore după lansare pentru PC în 2010. După două zile, atunci când Blizzard a început să vândă jocul și în versiunea digitală pe site-ul său, aproximativ 500.000 de exemplare suplimentare de joc fiind vândute, ridicând numărul total de până la 1,5 milioane în întreaga lume și-l face cel mai rapid vândut joc de strategie din toate timpurile. În prima lună de la lansarea acestuia pe piață, StarCraft II a fost vândut în peste 3 milioane de exemplare în întreaga lume. Iar în decembrie 2010, jocul ajungând la aproape 4.5 milioane de exemplare vândute.